# Hanumanus tonkineus
Hanumanus tonkineus is een keversoort uit de familie klopkevers (Ptinidae). De wetenschappelijke naam van de soort werd in 1932 gepubliceerd door Maurice Pic.